# Эвельсон, Евгения Анатольевна
Евге́ния Анато́льевна Э́вельсон (5 января 1911, Херсонская губерния, Российская империя — 14 января 2011, Нью-Йорк, США) — советский адвокат, доктор юридических наук, доцент, автор книг и статей по истории государства и права России, в том числе известного труда «Судебные процессы по экономическим делам в СССР (шестидесятые годы)».

## Биография
Евгения Эвельсон (имя при рождении — Зла́та Эльхо́новна Е́вельсон) родилась в многодетной еврейской семье в местечке недалеко от Николаева. Отец — Эльхон Евельсон, рабочий (1875—1926), мать — домохозяйка Ента Эвельсон (1874—1936). В 15 лет приехала в Москву, где днем трудилась рабочей на Московском заводе пишущих принадлежностей им. Сакко и Ванцетти, а по вечерам училась на рабфаке.
Во время работы на фабрике выдвинута на должность начальника Бюро рабочего изобретательства, позже — в аппарат Народного комиссариата легкой и местной промышленности РСФСР, где занималась паспортизацией предприятий легкой промышленности, была начальником конъюнктурного отдела.
В 1936 г. окончила Московский юридический институт. В июне 1940 г., в возрасте 28 лет, защитила кандидатскую диссертацию по истории государства и права, а с 26 октября 1940 стала доцентом.
В рамках подготовки кандидатской диссертации написала монографию «Соборное уложение царя Алексея Михайловича», в которой подвергался анализу весь комплекс правовых институтов того времени. В связи с началом Великой Отечественной войны монография так и не увидела свет.
C началом Великой Отечественной войны — в эвакуации в Чкалове. 29 января 1942 г. принята в Чкаловский филиал Всесоюзного юридического заочного института (ВЮЗИ), где стала первым преподавателем, читавшим лекции и принимавшим зачеты и экзамены по истории государства и права СССР. В 1942—1944 гг. работала в Управлении учебных заведений Народного комиссариата юстиции СССР, по совместительству — доцент кафедры теории и истории государства и права юридического факультета Московского государственного университета, заместитель декана факультета по учебной части.
В разгар кампании по борьбе с космополитизмом, вынуждена была оставить свою работу ученого секретаря кафедры теории и истории права во Всесоюзном заочном юридическом институте и стала работать адвокатом по уголовным делам в Московской городской коллегии защитников. Занималась в основном экономических делами.
В 1975 г. репатриировалась вслед за семьей дочери в Израиль. В возрасте 65 лет начала работать исследователем на кафедре славистики Еврейского университета в Иерусалиме. Занималась исследованиями уголовных дел в СССР. Результаты этих изысканий позже были опубликованы в её книге «Судебные процессы по экономическим делам в СССР (шестидесятые годы)».
Эвельсон, долгие годы проработавшая адвокатом, в своей книге проанализировала 440 процессов 1961—1967 гг ., в которых на скамье подсудимых оказались в общей сложности 1676 евреев. На основании анализа этих процессов и многих других судебных дел она пришла к выводу, что закон на практике по-разному карал за одни и те же преступления евреев и неевреев.
С точки зрения Евгении Эвельсон, в ходе судебных процессов, рассматривавших дела об экономических преступлениях, был нарушен принцип равенства всех граждан перед законом и подсудимые-евреи находились в особо уязвимом положении перед следствием и судом.
Критикуя советскую плановую экономику, Эвельсон утверждала, что двойная экономика была имманентной советскому хозяйству, поскольку государственное планирование было озабочено только наращиванием военного потенциала и пренебрегало насущными потребностями основной массы населения.
Евгения Эвельсон скончалась в Калифорнии в 2011 году в возрасте 100 лет, похоронена в Нью-Йорке на кладбище Маунт-Кармел.

## Труды
- Происхождение Соборного уложения 1649 г. царя Алексея Михайловича // Ученые записки. Вып. 3. Юриздат НКЮ СССР, 1941, с. 21-24
- Учебно-методическое письмо по истории государства и права СССР Для студентов ВЮЗИ /состав. Эвельсон Е. А. М., 1-я тип. Профиздата, 1949 (56 с.)
- Судебные процессы по экономическим делам в СССР (шестидесятые годы). Архивная копия от 16 ноября 2020 на Wayback Machine Лондон: Overseas Publications Interchange Ltd (OPI), 1986. 371 с.